# Polymixis luna
Polymixis luna är en fjärilsart som beskrevs av Philogène Auguste Joseph Duponchel. Polymixis luna ingår i släktet Polymixis och familjen nattflyn. Inga underarter finns listade i Catalogue of Life.